# Кружок Герцена — Огарёва
Кружок Герцена-Огарева — демократический кружок студентов Московского университета, сложившийся вокруг А.И. Герцена и Н.П. Огарева.

## Предпосылки возникновения
После восстания декабристов наступило тяжелое время. Происходило «пробуждение» общества, осмысление прошлого и настоящего России, истории и культуры страны.
Центрами развития русской философской мысли стали кружки единомышленников, часть из них была настроена против политики Николая I. Благодаря кружкам, студенты могли обсудить вопросы литературы и философии, которые их волновали. Некоторые объединения носили антиправительственный характер.

## История
Кружок Герцена — Огарёва возник в 1831 г. В кружок входили Н. Х. Кетчер, А. К. Лахтин, М. П. Носков, И. А. Оболенский, В. В. Пассек, А. Н. Савич, Н. И. Сазонов, Н. М. Сатин, А.В. Уткин, В.И. Соколовский - всего двенадцать человек. Члены кружка собирались в доме Огарёва на Большой Никитской улице.
В отличие от кружка Станкевича, кружок Герцена-Огарёва был более политизирован, его участники обсуждали не только философские системы, но и политические теории, в частности работы французских социалистов-утопистов. Под влиянием Великой французской революции и движения декабристов члены кружка проповедовали идеи свободы, равенства и братства, они выступали за создание конституции и введение республиканского строя, были противниками насилия, верили в то, что переделать общество возможно только с помощью революции, поддержку своих идей видели в теории утопического социализма Сен-Симона, планировали проведение революционной пропаганды.
В декабре 1833 года Огарев и поэт Соколовский у Малого театра пели «Марсельезу», о чем полиция сообщила в жандармское управление. 
Затем осведомитель Скаретка, внедрившийся в кружок, донёс, что на одной студенческой вечеринке пелись песни, «наполненные гнусными выражениями». Так возникло дело «О лицах, певших в Москве пасквильные стихи».
Летом 1834 года члены кружка были арестованы. Двое из них, В. И. Соколовский и А. В. Уткин, были заключены в Шлиссельбургскую крепость. Уткин через два года умер в каземате, а Соколовский — в ссылке в Ставрополе. Герцен был сослан в Пермь, Огарёв и Оболенский — в Пензу.